# Azerbaiyán en los Juegos Olímpicos de Sídney 2000
Azerbaiyán estuvo representado en los Juegos Olímpicos de Sídney 2000 por un total de 31 deportistas, 25 hombres y 6 mujeres, que compitieron en 8 deportes.
El portador de la bandera en la ceremonia de apertura fue luchador Namiq Abdullayev.

## Medallistas
El equipo olímpico azerbaiyano obtuvo las siguientes medallas:
| Nombre                 | Deporte     | Competición |
| ---------------------- | ----------- | ----------- |
| Oro                    |             |             |
| Namiq Abdullayev       | Lucha libre | 54 kg M     |
| Zemfira Meftahatdinova | Tiro        | Skeet F     |
| Plata                  |             |             |
| —                      |             |             |
| Bronce                 |             |             |
| Vugar Alekperov        | Boxeo       | 75 kg M     |